# Список глав государств в 1970 году
| 1969 ← Список глав государств по годам → 1971 |

В списке перечислены лидеры государств по состоянию на 1970 год. В том случае, если ведущую роль в государстве играет коммунистическая партия, указан как де-юре глава государства — председатель высшего органа государственной власти, так и де-факто — глава коммунистической партии.
Цветом выделены страны, в которых в данном году произошли смены власти вследствие следующих событий:
- Получение страной независимости;
- Военный переворот, революция, всеобщее восстание ;
- Президентские выборы;
- парламентские выборы, парламентский кризис;
- Смерть одного из руководителей страны;
- Иные причины.

## Азия
|                                                          | Арабские эмираты (протектораты Великобритании)                                |                                                                               |                                                         | | |  |
|                                                          |                                                                               | Абу-Даби                                                                      | Эмир                                                    | Заид ибн Султан Аль Нахайян                                                                                | 1966 год—2004 год |  |
|                                                          | Аджман                                                                        | Эмир                                                                          | Рашид III ибн Хумайд                                    | 1928 год—1981 год                                                                                          | |  |
|                                                          | Дубай                                                                         | Шейх                                                                          | Рашид ибн Саид Аль Мактум                               | 1958 год—1971 год                                                                                          | |  |
|                                                          | Рас-эль-Хайма                                                                 | Эмир                                                                          | Сакр ибн Мухаммад                                       | 1948 год—2010 год                                                                                          | |  |
|                                                          | Умм-эль-Кайвайн                                                               | Эмир                                                                          | Ахмад II бин Рашид аль-Муалла                           | 1929 год—1981 год                                                                                          | |  |
|                                                          | Эль-Фуджайра                                                                  | Шейх                                                                          | Мохаммед бин Хамад                                      | 1938 год—1974 год                                                                                          | |  |
|                                                          | Шарджа                                                                        | Шейх                                                                          | Халид III бин Мухаммад                                  | 1965 год—1972 год                                                                                          | |  |
|                                                          | Афганистан                                                                    | Афганистан                                                                    | Король                                                  | Захир-шах                                                                                                  | 1933 год—1973 год |  |
| Премьер-министр                                          | Афганистан                                                                    | Афганистан                                                                    | Нур Ахмад Эттемади                                      | 1967 год—1971 год                                                                                          | |  |
|                                                          | Бахрейн (протекторат Великобритании)                                          | Бахрейн (протекторат Великобритании)                                          | Хаким                                                   | Иса ибн Салман Аль Халифа                                                                                  | 1961 год—1971 год |  |
| Премьер-министр                                          | Бахрейн (протекторат Великобритании)                                          | Бахрейн (протекторат Великобритании)                                          | Халифа ибн Салман Аль Халифа                            | 1970 год—2020 год                                                                                          | |  |
|                                                          | Союз Бирма                                                                    | Союз Бирма                                                                    | Председатель Революционного совета                      | Не Вин | 1962 год—1974 год |  |
| Премьер-министр                                          | Союз Бирма                                                                    | Союз Бирма                                                                    | 1958 год—1960 год, 1962 год—1974 год                    | Не Вин | |  |
| Флаг Брунея                                              | Бруней (протекторат Великобритании)                                           | Бруней (протекторат Великобритании)                                           | Султан                                                  | Хассанал Болкиах                                                                                           | 1967 год — настоящее время |  |
| Флаг Бутана                                              | Бутан                                                                         | Бутан                                                                         | Король                                                  | Джигме Дорджи Вангчук                                                                                      | 1952 год—1972 год |  |
|                                                          | Республика Вьетнам                                                            | Республика Вьетнам                                                            | Президент                                               | Нгуен Ван Тхьеу                                                                                            | 1965 год—1975 год |  |
| Премьер-министр                                          | Республика Вьетнам                                                            | Республика Вьетнам                                                            | Чан Тхьен Кхьем                                         | 1969 год—1975 год                                                                                          | |  |
|                                                          | Демократическая Республика Вьетнам                                            | Демократическая Республика Вьетнам                                            | Первый секретарь ЦК Партии трудящихся Вьетнама          | Ле Зуан | 1960 год—1976 год |  |
| Президент                                                | Демократическая Республика Вьетнам                                            | Демократическая Республика Вьетнам                                            | Тон Дык Тханг                                           | 1969 год—1976 год                                                                                          | |  |
| Премьер-министр                                          | Демократическая Республика Вьетнам                                            | Демократическая Республика Вьетнам                                            | Фам Ван Донг                                            | 1955 год—1976 год                                                                                          | |  |
| Флаг Израиля                                             | Израиль                                                                       | Израиль                                                                       | Президент                                               | Залман Шазар                                                                                               | 1963 год—1973 год |  |
| Флаг Израиля                                             | Израиль                                                                       | Израиль                                                                       | Премьер-министр                                         | Голда Меир                                                                                                 | 1969 год—1974 год |  |
|                                                          | Индия                                                                         | Индия                                                                         | Президент                                               | Варахагири Венката Гири                                                                                    | 1969 год, 1969 год—1974 год |  |
| Премьер-министр                                          | Индия                                                                         | Индия                                                                         | Индира Ганди                                            | 1966 год—1977 год, 1980 год—1984 год                                                                       | |  |
| Флаг Индонезии                                           | Индонезия                                                                     | Индонезия                                                                     | Президент                                               | Сухарто | 1967 год—1998 год |  |
| Флаг Иордании                                            | Иордания                                                                      | Иордания                                                                      | Король                                                  | Хусейн ибн Талал                                                                                           | 1952 год—1999 год |  |
| Флаг Иордании                                            | Иордания                                                                      | Иордания                                                                      | Премьер-министр                                         | Бахджат ат-Тальхуни Абдель Муним ар-Рифаи Мухаммад Дауд Ахмад Тукан Васфи ат-Телль                         | (1960 год—1962 год, 1964 год—1965 год, 1967 год—1969 год, 1969 год—1970 год) (1969 год,1970 год) 1970 год (1962 год—1963 год, 1965 год—1967 год, 1970 год—1971 год)                                                 |  |
|                                                          | Ирак                                                                          | Ирак                                                                          | Президент                                               | Ахмад Хасан Аль-Бакр                                                                                       | 1968 год—1979 год |  |
| Премьер-министр                                          | Ирак                                                                          | Ирак                                                                          | 1963 год, 1968 год—1979 год                             | Ахмад Хасан Аль-Бакр                                                                                       | |  |
|                                                          | Иран                                                                          | Иран                                                                          | Шах                                                     | Мохаммед Реза Пехлеви                                                                                      | 1941 год—1979 год |  |
| Премьер-министр                                          | Иран                                                                          | Иран                                                                          | Амир Аббас Ховейда                                      | 1965 год—1977 год                                                                                          | |  |
|                                                          | Йеменская Арабская Республика                                                 | Йеменская Арабская Республика                                                 | Президент                                               | Абдель Рахман Арьяни                                                                                       | 1967 год—1974 год |  |
| Премьер-министр                                          | Йеменская Арабская Республика                                                 | Йеменская Арабская Республика                                                 | Абдалла Аль-Куршуми Мухсин Ахмад Аль-Айни               | 1969 год—1970 год (1967 год, 1969 год, 1970 год—1971 год, 1971 год—1972 год, 1974 год—1975 год)            | |  |
|                                                          | Народная Демократическая Республика Йемен                                     | Народная Демократическая Республика Йемен                                     | Президент                                               | Салем Рубайя Али                                                                                           | 1969 год—1978 год |  |
| Премьер-министр                                          | Народная Демократическая Республика Йемен                                     | Народная Демократическая Республика Йемен                                     | Мухаммед Али Хейтам                                     | 1969 год—1971 год                                                                                          | |  |
|                                                          | Камбоджа Королевство Камбоджа, с 9 октября 1970 — Кхмерская Республика        | Камбоджа Королевство Камбоджа, с 9 октября 1970 — Кхмерская Республика        | Глава государства                                       | Нородом Сианук Ченг Хенг                                                                                   | 1960 год—1970 год 1970 год—1972 год |  |
| Премьер-министр                                          | Камбоджа Королевство Камбоджа, с 9 октября 1970 — Кхмерская Республика        | Камбоджа Королевство Камбоджа, с 9 октября 1970 — Кхмерская Республика        | Лон Нол                                                 | 1966 год—1967 год, 1969 год—1971 год                                                                       | |  |
|                                                          | Катар (протекторат Великобритании)                                            | Катар (протекторат Великобритании)                                            | Эмир                                                    | Ахмад бин Али Аль Тани                                                                                     | 1960 год—1972 год |  |
|                                                          | Кипр                                                                          | Кипр                                                                          | Президент                                               | Архиепископ Макариос III                                                                                   | 1960 год—1974 год 1974 год—1977 год |  |
|                                                          | Китайская Народная Республика                                                 | Китайская Народная Республика                                                 | Генеральный секретарь ЦК Коммунистической партии Китая  | Мао Цзэдун                                                                                                 | 1943 год—1976 год |  |
| Исполняющие обязанности Председателя КНР                 | Китайская Народная Республика                                                 | Китайская Народная Республика                                                 | Дун Биу Сун Цинлин                                      | 1968 год—1975 год 1968 год—1972 год                                                                        | |  |
| Премьер Госсовета                                        | Китайская Народная Республика                                                 | Китайская Народная Республика                                                 | Чжоу Эньлай                                             | 1949 год—1976 год                                                                                          | |  |
|                                                          | Китайская Республика (Тайвань)                                                | Китайская Республика (Тайвань)                                                | Президент                                               | Чан Кайши                                                                                                  | 1950 год—1975 год |  |
| Председатель Исполнительного Юаня                        | Китайская Республика (Тайвань)                                                | Китайская Республика (Тайвань)                                                | Янь Цзягань                                             | 1963 год—1972 год                                                                                          | |  |
|                                                          | Корейская Народно-Демократическая Республика                                  | Корейская Народно-Демократическая Республика                                  | Генеральный секретарь ЦК Трудовой партии Кореи          | Ким Ир Сен                                                                                                 | 1966 год—1994 год |  |
| Председатель кабинета министров                          | Корейская Народно-Демократическая Республика                                  | Корейская Народно-Демократическая Республика                                  | 1948 год—1972 год                                       | Ким Ир Сен                                                                                                 | |  |
| Председатель Президиума Верховного народного собрания    | Корейская Народно-Демократическая Республика                                  | Корейская Народно-Демократическая Республика                                  | Чхве Ён Гон                                             | 1957 год—1972 год                                                                                          | |  |
| Флаг Кувейта                                             | Кувейт                                                                        | Кувейт                                                                        | Эмир                                                    | Сабах ас-Салем ас-Сабах                                                                                    | 1965 год—1977 год |  |
| Флаг Кувейта                                             | Кувейт                                                                        | Кувейт                                                                        | Премьер-министр                                         | Джабер аль-Ахмед ас-Сабах                                                                                  | 1965 год—1977 год |  |
|                                                          | Лаос                                                                          | Лаос                                                                          | Король                                                  | Саванг Ватхана                                                                                             | 1959 год—1975 год |  |
| Премьер-министр                                          | Лаос                                                                          | Лаос                                                                          | Суванна Фума                                            | 1951 год—1954 год, 1956 год—1958 год, 1960 год, 1962 год—1975 год                                          | |  |
| Флаг Ливана                                              | Ливан                                                                         | Ливан                                                                         | Президент                                               | Шарль Элу Сулейман Франжье                                                                                 | 1964 год—1970 год 1970 год—1976 год |  |
| Флаг Ливана                                              | Ливан                                                                         | Ливан                                                                         | Премьер-министр                                         | Рашид Караме Саиб Салам                                                                                    | (1955 год—1956 год, 1958 год—1960 год, 1961 год—1964 год, 1965 год—1966 год, 1966 год—1968 год, 1969 год—1970 год, 1975 год—1976 год, 1984 год—1987 год) (1952 год, 1953 год, 1960 год—1961 год, 1970 год—1973 год) |  |
|                                                          | Малайзия                                                                      | Малайзия                                                                      | Янг ди-Пертуан Агонг (Верховный глава)                  | Исмаил Насируддин Шах Абдул Халим Муадзам Шах                                                              | 1965 год—1970 год (1970 год—1975 год, 2011 год—2016 год) |  |
| Премьер-министр                                          | Малайзия                                                                      | Малайзия                                                                      | Абдул Рахман Абдул Разак                                | 1957 год—1970 год 1970 год—1976 год                                                                        | |  |
| Флаг Мальдивской Республики                              | Мальдивы                                                                      | Мальдивы                                                                      | Президент                                               | Ибрагим Насир                                                                                              | 1968 год—1978 год |  |
|                                                          | Монгольская Народная Республика                                               | Монгольская Народная Республика                                               | Первый секретарь ЦК Монгольской народной партии         | Юмжагийн Цеденбал                                                                                          | 1958 год—1984 год |  |
| Председатель Совета министров                            | Монгольская Народная Республика                                               | Монгольская Народная Республика                                               | 1952 год—1974 год                                       | Юмжагийн Цеденбал                                                                                          | |  |
| Председатель Президиума Великого Государственного Хурала | Монгольская Народная Республика                                               | Монгольская Народная Республика                                               | Жамсарангийн Самбу                                      | 1954 год—1972 год                                                                                          | |  |
|                                                          | Непал                                                                         | Непал                                                                         | Король                                                  | Махендра                                                                                                   | 1955 год—1972 год |  |
| Премьер-министр                                          | Непал                                                                         | Непал                                                                         | Кирти Нидхи Биста Гехендра Бахадур Раджбхандари (и. о.) | (1969 год—1970 год, 1971 год—1973 год, 1977 год—1979 год) 1970 год—1971 год                                | |  |
|                                                          | Оман Протекторат Великобритании, провозглашён независимым 9 августа 1970 года | Оман Протекторат Великобритании, провозглашён независимым 9 августа 1970 года | Султан                                                  | Саид бин Таймур Кабус бен Саид                                                                             | 1932 год—1970 год 1970 год—2020 год |  |
| Премьер-министр                                          | Оман Протекторат Великобритании, провозглашён независимым 9 августа 1970 года | Оман Протекторат Великобритании, провозглашён независимым 9 августа 1970 года | Тарик бен Теймур                                        | 1970 год—1972 год                                                                                          | |  |
| Флаг Пакистана                                           | Пакистан                                                                      | Пакистан                                                                      | Президент                                               | Ага Мухаммед Яхья Хан                                                                                      | 1969 год—1971 год |  |
| Флаг Пакистана                                           |                                                                               | Хунза                                                                         | мир                                                     | Мухаммад Джамаль Хан                                                                                       | 1945 год—1974 год |  |
|                                                          | Саудовская Аравия                                                             | Саудовская Аравия                                                             | Король                                                  | Фейсал ибн Абдул-Азиз Аль Сауд                                                                             | 1964 год—1975 год |  |
| Премьер-министр                                          | Саудовская Аравия                                                             | Саудовская Аравия                                                             | 1954 год—1960 год, 1962 год—1975 год                    | Фейсал ибн Абдул-Азиз Аль Сауд                                                                             | |  |
|                                                          | Сикким                                                                        | Сикким                                                                        | Чогьял                                                  | Палден Тондуп Намгьял                                                                                      | 1963 год—1975 год |  |
| Флаг Сингапура                                           | Сингапур                                                                      | Сингапур                                                                      | Президент                                               | Юсоф бин Исхак Йео Гим Сен (и. о.)                                                                         | 1965 год—1970 год (1970 год—1971 год, 1981 год, 1985 год) |  |
| Флаг Сингапура                                           | Сингапур                                                                      | Сингапур                                                                      | Премьер-министр                                         | Ли Куан Ю                                                                                                  | 1959 год—1990 год |  |
|                                                          | Сирия                                                                         | Сирия                                                                         | Президент                                               | Нуреддин Аль-Атаси Ахмад аль-Хатиб                                                                         | 1966 год—1970 год 1970 год—1971 год |  |
| Премьер-министр                                          | Сирия                                                                         | Сирия                                                                         | Нуреддин Аль-Атаси Хафез Асад                           | 1968 год—1970 год 1970 год—1971 год                                                                        | |  |
| Флаг Таиланда                                            | Таиланд                                                                       | Таиланд                                                                       | Король                                                  | Рама IX (Пхумипон Адульядет)                                                                               | 1946 год—2016 год |  |
| Флаг Таиланда                                            | Таиланд                                                                       | Таиланд                                                                       | Премьер-министр                                         | Таном Киттикачон                                                                                           | 1958 год, 1963 год—1973 год |  |
|                                                          | Турция                                                                        | Турция                                                                        | Президент                                               | Джевдет Сунай                                                                                              | 1966 год—1973 год |  |
| Премьер-министр                                          | Турция                                                                        | Турция                                                                        | Сулейман Демирель                                       | 1965 год—1971 год, 1975 год—1977 год, 1977 год—1978 год, 1979 год—1980 год, 1991 год—1993 год              | |  |
|                                                          | Филиппины                                                                     | Филиппины                                                                     | Президент                                               | Фердинанд Маркос                                                                                           | 1965 год—1986 год |  |
|                                                          | Цейлон (доминион Великобритании)                                              | Цейлон (доминион Великобритании)                                              | Королева                                                | Елизавета II                                                                                               | 1952 год—1972 год |  |
| Генерал-губернатор                                       | Цейлон (доминион Великобритании)                                              | Цейлон (доминион Великобритании)                                              | Уильям Гопаллава                                        | 1962 год—1972 год                                                                                          | |  |
| Премьер-министр                                          | Цейлон (доминион Великобритании)                                              | Цейлон (доминион Великобритании)                                              | Дадли Шелтон Сенанаяке Сиримаво Бандаранаике            | (1952 год—1953 год, 1960 год, 1965 год—1970 год) (1960 год—1965 год, 1970 год—1977 год, 1994 год—2000 год) | |  |
|                                                          | Южная Корея                                                                   | Южная Корея                                                                   | Президент                                               | Пак Чонхи                                                                                                  | 1962 год—1979 год |  |
| Премьер-министр                                          | Южная Корея                                                                   | Южная Корея                                                                   | Чон Иль Гвон Пэк Ту Джин                                | 1964 год—1970 год (1952 год—1954 год, 1970 год—1971 год)                                                   | |  |
|                                                          | Япония                                                                        | Япония                                                                        | Император                                               | Хирохито (император Сёва)                                                                                  | 1926 год—1989 год |  |
| Премьер-министр                                          | Япония                                                                        | Япония                                                                        | Эйсаку Сато                                             | 1964 год—1972 год                                                                                          | |  |

## Африка
| Флаг                                                            | Страна                                                                          | Страна                                                                          | Должность                                             | Имя                                                              | Начало и конец срока                                    | Фото |
| --------------------------------------------------------------- | ------------------------------------------------------------------------------- | ------------------------------------------------------------------------------- | ----------------------------------------------------- | ---------------------------------------------------------------- | ------------------------------------------------------- | ---- |
| Флаг Алжира                                                     | Алжир                                                                           | Алжир                                                                           | Председатель Революционного совета                    | Хуари Бумедьен                                                   | 1965 год—1976 год                                       |      |
|                                                                 | Биафра                                                                          | Биафра                                                                          | Президент                                             | Чуквемека Одумегву-Оджукву Филип Эффионг                         | 1967 год—1970 год 1970 год                              |      |
| Государство ликвидировано армией Нигерии к 15 января 1970 года. | Биафра                                                                          | Биафра                                                                          |                                                       |                                                                  |                                                         |      |
| Флаг Ботсваны                                                   | Ботсвана                                                                        | Ботсвана                                                                        | Президент                                             | Серетсе Кхама                                                    | 1966 год—1980 год                                       |      |
|                                                                 | Бурунди                                                                         | Бурунди                                                                         | Президент                                             | Мишель Мичомберо                                                 | 1966 год—1976 год                                       |      |
| Премьер-министр                                                 | Бурунди                                                                         | Бурунди                                                                         | 1966 год—1972 год                                     | Мишель Мичомберо                                                 |                                                         |      |
|                                                                 | Верхняя Вольта                                                                  | Верхняя Вольта                                                                  | Президент                                             | Сангуле Ламизана                                                 | 1966 год—1980 год                                       |      |
| Флаг Габона                                                     | Габон                                                                           | Габон                                                                           | Президент                                             | Омар Бонго                                                       | 1967 год—2009 год                                       |      |
| Флаг Гамбии                                                     | Гамбия С 24 апреля 1970 года —Республика Гамбия                                 | Гамбия С 24 апреля 1970 года —Республика Гамбия                                 | Королева                                              | Елизавета II                                                     | 1965 год—1970 год                                       |      |
| Флаг Гамбии                                                     | Гамбия С 24 апреля 1970 года —Республика Гамбия                                 | Гамбия С 24 апреля 1970 года —Республика Гамбия                                 | Генерал-губернатор                                    | Фариманг Мамади Сингате                                          | 1966 год—1970 год                                       |      |
| Флаг Гамбии                                                     | Гамбия С 24 апреля 1970 года —Республика Гамбия                                 | Гамбия С 24 апреля 1970 года —Республика Гамбия                                 | Президент                                             | Дауда Джавара                                                    | 1970 год—1994 год                                       |      |
| Флаг Гамбии                                                     | Гамбия С 24 апреля 1970 года —Республика Гамбия                                 | Гамбия С 24 апреля 1970 года —Республика Гамбия                                 | Премьер-министр                                       | Дауда Джавара                                                    | 1965 год—1970 год                                       |      |
| Флаг Ганы                                                       | Гана                                                                            | Гана                                                                            | Президент                                             | Аквази Аманква Африфа Нии Амаа Олленну (и. о.) Эдвард Акуфо-Аддо | 1969 год—1970 год 1970 год 1970 год—1972 год            |      |
| Флаг Ганы                                                       | Гана                                                                            | Гана                                                                            | Премьер-министр                                       | Кофи Абрефа Бусиа                                                | 1969 год—1972 год                                       |      |
| Флаг Гвинеи                                                     | Гвинея                                                                          | Гвинея                                                                          | Президент                                             | Ахмед Секу Туре                                                  | 1958 год—1984 год                                       |      |
|                                                                 | Дагомея                                                                         | Дагомея                                                                         | Президент                                             | Поль-Эмиль де Соуза Кутуку Юбер Мага                             | 1969 год—1970 год (1960 год—1963 год 1970 год—1972 год) |      |
|                                                                 | Замбия                                                                          | Замбия                                                                          | Президент                                             | Кеннет Каунда                                                    | 1964 год—1991 год                                       |      |
|                                                                 | Камерун                                                                         | Камерун                                                                         | Президент                                             | Ахмаду Ахиджо                                                    | 1960 год—1982 год                                       |      |
| Премьер-министр (Восточный Камерун)                             | Камерун                                                                         | Камерун                                                                         | Симон-Пьер Тшунгуи                                    | 1965 год—1972 год                                                |                                                         |      |
| Премьер-министр (Западный Камерун)                              | Камерун                                                                         | Камерун                                                                         | Соломон Танденг Муна                                  | 1968 год—1972 год                                                |                                                         |      |
| Флаг Кении                                                      | Кения                                                                           | Кения                                                                           | Президент                                             | Джомо Кениата                                                    | 1964 год—1978 год                                       |      |
|                                                                 | Народная Республика Конго                                                       | Народная Республика Конго                                                       | Президент                                             | Мариан Нгуаби                                                    | 1969 год—1977 год                                       |      |
|                                                                 | Демократическая Республика Конго                                                | Демократическая Республика Конго                                                | Президент                                             | Мобуту Сесе Секо                                                 | 1965 год—1997 год                                       |      |
|                                                                 | Лесото                                                                          | Лесото                                                                          | Король                                                | Мошвешве II                                                      | 1966 год—1990 год, 1995 год—1996 год                    |      |
| Премьер-министр                                                 | Лесото                                                                          | Лесото                                                                          | Джозеф Леабуа Джонатан                                | 1966 год—1986 год                                                |                                                         |      |
|                                                                 | Либерия                                                                         | Либерия                                                                         | Президент                                             | Уильям Табмен                                                    | 1944 год—1971 год                                       |      |
|                                                                 | Ливийская Арабская Республика                                                   | Ливийская Арабская Республика                                                   | Председатель Совета революционного командования Ливии | Муаммар Каддафи                                                  | 1969 год—1977 год                                       |      |
| Премьер-министр                                                 | Ливийская Арабская Республика                                                   | Ливийская Арабская Республика                                                   | Махмуд Сулейман аль-Магриби Муаммар Каддафи           | 1969 год—1970 год 1970 год—1972 год                              |                                                         |      |
| Флаг Маврикия                                                   | Маврикий                                                                        | Маврикий                                                                        | Королева                                              | Елизавета II                                                     | 1968 год—1992 год                                       |      |
| Флаг Маврикия                                                   | Маврикий                                                                        | Маврикий                                                                        | Генерал-губернатор                                    | Леонард Уильямс                                                  | 1968 год—1972 год                                       |      |
| Флаг Маврикия                                                   | Маврикий                                                                        | Маврикий                                                                        | Премьер-министр                                       | Сивусагур Рамгулам                                               | 1968 год—1982 год                                       |      |
|                                                                 | Мавритания                                                                      | Мавритания                                                                      | Президент                                             | Моктар ульд Дадда                                                | 1960 год—1978 год                                       |      |
| Флаг Мадагаскара                                                | Мадагаскар                                                                      | Мадагаскар                                                                      | Президент                                             | Филибер Циранана                                                 | 1959 год—1972 год                                       |      |
|                                                                 | Малави                                                                          | Малави                                                                          | Президент                                             | Хастингс Банда                                                   | 1966 год—1994 год                                       |      |
| Флаг Мали                                                       | Мали                                                                            | Мали                                                                            | Президент                                             | Муса Траоре                                                      | 1968 год—1991 год                                       |      |
| Флаг Марокко                                                    | Марокко                                                                         | Марокко                                                                         | Король                                                | Хасан II                                                         | 1961 год—1999 год                                       |      |
| Флаг Марокко                                                    | Марокко                                                                         | Марокко                                                                         | Премьер-министр                                       | Ахмед Лараки                                                     | 1969 год—1971 год                                       |      |
| Флаг Нигера                                                     | Нигер                                                                           | Нигер                                                                           | Президент                                             | Амани Диори                                                      | 1960 год—1974 год                                       |      |
| Флаг Нигерии                                                    | Нигерия                                                                         | Нигерия                                                                         | Президент                                             | Якубу Говон                                                      | 1966 год—1975 год                                       |      |
|                                                                 | Объединённая Арабская Республика (Египет)                                       | Объединённая Арабская Республика (Египет)                                       | Президент                                             | Гамаль Абдель Насер Анвар Садат                                  | 1958 год—1970 год 1970 год—1981 год                     |      |
| Премьер-министр                                                 | Объединённая Арабская Республика (Египет)                                       | Объединённая Арабская Республика (Египет)                                       | Гамаль Абдель Насер Махмуд Фавзи                      | (1958 год—1962 год, 1967 год—1970 год) 1970 год—1972 год         |                                                         |      |
|                                                                 | Родезия Самопровозглашённое государство. С 2 марта 1970 года Респу́блика Родезия | Родезия Самопровозглашённое государство. С 2 марта 1970 года Респу́блика Родезия | Королева                                              | Елизавета II (формально)                                         | 1965 год—1970 год                                       |      |
| Офицер-администратор правительства                              | Родезия Самопровозглашённое государство. С 2 марта 1970 года Респу́блика Родезия | Родезия Самопровозглашённое государство. С 2 марта 1970 года Респу́блика Родезия | Клиффорд Дюпон                                        | 1965 год—1970 год                                                |                                                         |      |
| Президент                                                       | Родезия Самопровозглашённое государство. С 2 марта 1970 года Респу́блика Родезия | Родезия Самопровозглашённое государство. С 2 марта 1970 года Респу́блика Родезия | Клиффорд Дюпон                                        | 1970 год—1975 год                                                |                                                         |      |
| Премьер-министр                                                 | Родезия Самопровозглашённое государство. С 2 марта 1970 года Респу́блика Родезия | Родезия Самопровозглашённое государство. С 2 марта 1970 года Респу́блика Родезия | Ян Смит                                               | 1965 год—1979 год                                                |                                                         |      |
|                                                                 | Руанда                                                                          | Руанда                                                                          | Президент                                             | Грегуар Кайибанда                                                | 1961 год—1973 год                                       |      |
|                                                                 | Свазиленд                                                                       | Свазиленд                                                                       | Король                                                | Собуза II                                                        | 1899 год—1982 год                                       |      |
| Премьер-министр                                                 | Свазиленд                                                                       | Свазиленд                                                                       | Макосини Дламини                                      | 1967 год—1976 год                                                |                                                         |      |
| Флаг Сенегала                                                   | Сенегал                                                                         | Сенегал                                                                         | Президент                                             | Леопольд Седар Сенгор                                            | 1960 год—1980 год                                       |      |
| Флаг Сенегала                                                   | Сенегал                                                                         | Сенегал                                                                         | Премьер-министр                                       | Абду Диуф                                                        | 1970 год—1980 год                                       |      |
| Флаг Сомали                                                     | Сомали                                                                          | Сомали                                                                          | Президент                                             | Мохамед Сиад Барре                                               | 1969 год—1991 год                                       |      |
| Флаг Сомали                                                     | Сомали                                                                          | Сомали                                                                          | Премьер-министр                                       | Мохамед Фарах Салад                                              | 1969 год—1970 год                                       |      |
| Флаг Судана                                                     | Судан                                                                           | Судан                                                                           | Председатель Революционного совета                    | Джафар Мухаммед Нимейри                                          | 1969 год—1971 год                                       |      |
| Флаг Судана                                                     | Судан                                                                           | Судан                                                                           | Премьер-министр                                       | Джафар Мухаммед Нимейри                                          | 1969 год—1971 год, 1971 год—1976 год, 1977 год—1985 год |      |
| Флаг Сьерра-Леоне                                               | Сьерра-Леоне                                                                    | Сьерра-Леоне                                                                    | Королева                                              | Елизавета II                                                     | 1961 год—1971 год                                       |      |
| Флаг Сьерра-Леоне                                               | Сьерра-Леоне                                                                    | Сьерра-Леоне                                                                    | Генерал-губернатор                                    | Банджа Теджан-Си                                                 | 1968 год—1971 год                                       |      |
| Флаг Сьерра-Леоне                                               | Сьерра-Леоне                                                                    | Сьерра-Леоне                                                                    | Премьер-министр                                       | Сиака Стивенс                                                    | 1967 год, 1968 год—1971 год                             |      |
| Флаг Танзании                                                   | Танзания                                                                        | Танзания                                                                        | Президент                                             | Джулиус Ньерере                                                  | 1964 год—1985 год                                       |      |
| Флаг Того                                                       | Того                                                                            | Того                                                                            | Президент                                             | Гнассингбе Эйадема                                               | 1967 год—2005 год                                       |      |
|                                                                 | Тунис                                                                           | Тунис                                                                           | Президент                                             | Хабиб Бургиба                                                    | 1957 год—1987 год                                       |      |
| Флаг Уганды                                                     | Уганда                                                                          | Уганда                                                                          | Президент                                             | Милтон Оботе                                                     | 1966 год—1971 год, 1980 год—1985 год                    |      |
|                                                                 | Центральноафриканская Республика                                                | Центральноафриканская Республика                                                | Президент                                             | Жан Бедель Бокасса                                               | 1966 год—1976 год                                       |      |
| Флаг Чада                                                       | Чад                                                                             | Чад                                                                             | Президент                                             | Франсуа Томбалбай                                                | 1960 год—1975 год                                       |      |
| Флаг Чада                                                       | Чад                                                                             | Чад                                                                             | Премьер-министр                                       | Франсуа Томбалбай                                                | 1959 год—1975 год                                       |      |
|                                                                 | Экваториальная Гвинея                                                           | Экваториальная Гвинея                                                           | Президент                                             | Франсиско Масиас Нгема                                           | 1968 год—1979 год                                       |      |
|                                                                 | Эфиопия                                                                         | Эфиопия                                                                         | Император                                             | Хайле Селассие                                                   | 1930 год—1936 год, 1941 год—1974 год                    |      |
| Премьер-министр                                                 | Эфиопия                                                                         | Эфиопия                                                                         | Аклилу Хабте Вольде                                   | 1961 год—1974 год                                                |                                                         |      |
|                                                                 | Южно-Африканская Республика                                                     | Южно-Африканская Республика                                                     | Государственный президент                             | Якобус Йоханнес Фуше                                             | 1968 год—1975 год                                       |      |
| Премьер-министр                                                 | Южно-Африканская Республика                                                     | Южно-Африканская Республика                                                     | Балтазар Форстер                                      | 1966 год—1978 год                                                |                                                         |      |

## Европа
| Флаг                                           | Страна                                    | Страна                                    | Должность                                                            | Имя | Начало и конец срока                                    | Фото |
| ---------------------------------------------- | ----------------------------------------- | ----------------------------------------- | -------------------------------------------------------------------- | --- | ------------------------------------------------------- | ---- |
| Флаг Австрии                                   | Австрия                                   | Австрия                                   | Федеральный президент                                                | Франц Йонас                                                                                                 | 1965 год—1974 год                                       |      |
| Флаг Австрии                                   | Австрия                                   | Австрия                                   | Федеральный канцлер                                                  | Йозеф Клаус Бруно Крайский                                                                                  | 1964 год—1970 год 1970 год—1983 год                     |      |
|                                                | Албания                                   | Албания                                   | Первый секретарь Центрального Комитета                               | Энвер Ходжа                                                                                                 | 1941 год—1985 год                                       |      |
| Председатель Президиума Народного собрания     | Албания                                   | Албания                                   | Хаджи Леши                                                           | 1953 год—1982 год                                                                                           |                                                         |      |
| Председатель Совета министров                  | Албания                                   | Албания                                   | Мехмет Шеху                                                          | 1954 год—1981 год                                                                                           |                                                         |      |
| Флаг Андорры                                   | Андорра                                   | Андорра                                   | Соправители                                                          | Жорж Помпиду Президент Французской Республики                                                               | 1969 год—1974 год                                       |      |
| Флаг Андорры                                   | Андорра                                   | Андорра                                   | Соправители                                                          | Рамон Малья Каль Епископ Урхельский                                                                         | 1969 год—1971 год                                       |      |
| Флаг Бельгии                                   | Бельгия                                   | Бельгия                                   | Король                                                               | Бодуэн | 1951 год—1993 год                                       |      |
| Флаг Бельгии                                   | Бельгия                                   | Бельгия                                   | Премьер-министр                                                      | Гастон Эйскенс                                                                                              | 1949 год—1950 год, 1958 год—1961 год, 1968 год—1973 год |      |
|                                                | Народная Республика Болгария              | Народная Республика Болгария              | Генеральный (Первый) секретарь ЦК Болгарской коммунистической партии | Тодор Живков                                                                                                | 1954 год—1989 год                                       |      |
| Председатель Совета министров                  | Народная Республика Болгария              | Народная Республика Болгария              | 1962 год—1971 год                                                    | Тодор Живков                                                                                                |                                                         |      |
| Председатель Президиума Народного собрания     | Народная Республика Болгария              | Народная Республика Болгария              | Георгий Трайков                                                      | 1964 год—1971 год                                                                                           |                                                         |      |
| Флаг Ватикана                                  | Ватикан                                   | Ватикан                                   | Папа                                                                 | Павел VI | 1963 год—1978 год                                       |      |
| Флаг Ватикана                                  | Ватикан                                   | Ватикан                                   | Государственный секретарь                                            | кардинал Жан-Мари Вийо                                                                                      | 1969 год—1979 год                                       |      |
|                                                | Великобритания                            | Великобритания                            | Королева                                                             | Елизавета II                                                                                                | 1952 год—2022 год                                       |      |
| Премьер-министр                                | Великобритания                            | Великобритания                            | Гарольд Вильсон Эдвард Хит                                           | (1964 год—1970 год, 1974 год—1976 год) 1970 год—1974 год                                                    |                                                         |      |
| Флаг Венгрии                                   | Венгерская Народная Республика            | Венгерская Народная Республика            | Генеральный секретарь ЦК Венгерской социалистической рабочей партии  | Янош Кадар                                                                                                  | 1956 год—1988 год                                       |      |
| Флаг Венгрии                                   | Венгерская Народная Республика            | Венгерская Народная Республика            | Председатель Президиума Венгерской Народной Республики               | Пал Лошонци                                                                                                 | 1967 год—1987 год                                       |      |
| Флаг Венгрии                                   | Венгерская Народная Республика            | Венгерская Народная Республика            | Председатель Совета министров                                        | Йенё Фок | 1967 год—1975 год                                       |      |
|                                                | Германская Демократическая Республика     | Германская Демократическая Республика     | Генеральный секретарь ЦК Социалистической единой партия Германии     | Вальтер Ульбрихт                                                                                            | 1950 год—1971 год                                       |      |
| Председатель Государственного совета           | Германская Демократическая Республика     | Германская Демократическая Республика     | 1960 год—1973 год                                                    | Вальтер Ульбрихт                                                                                            |                                                         |      |
| Председатель Совета министров                  | Германская Демократическая Республика     | Германская Демократическая Республика     | Вилли Штоф                                                           | 1964 год—1973 год, 1976 год—1989 год                                                                        |                                                         |      |
|                                                | Греция                                    | Греция                                    | Король                                                               | Константин II Георгиос Дзойтакис (регент)                                                                   | 1964 год—1974 год 1967 год—1972 год                     |      |
| Премьер-министр                                | Греция                                    | Греция                                    | Георгиос Пападопулоc                                                 | 1967 год—1973 год                                                                                           |                                                         |      |
| Флаг Дании                                     | Дания                                     | Дания                                     | Король                                                               | Фредерик IX                                                                                                 | 1947 год—1972 год                                       |      |
| Флаг Дании                                     | Дания                                     | Дания                                     | Премьер-министр                                                      | Хилмар Баунсгор                                                                                             | 1968 год—1971 год                                       |      |
| Флаг Ирландии                                  | Ирландия                                  | Ирландия                                  | Президент                                                            | Имон де Валера                                                                                              | 1959 год—1973 год                                       |      |
| Флаг Ирландии                                  | Ирландия                                  | Ирландия                                  | Премьер-министр (тишек)                                              | Джон Линч                                                                                                   | 1966 год—1973 год, 1977 год—1979 год                    |      |
| Флаг Исландии                                  | Исландия                                  | Исландия                                  | Президент                                                            | Кристьяун Эльдьяудн                                                                                         | 1968 год—1980 год                                       |      |
| Флаг Исландии                                  | Исландия                                  | Исландия                                  | Премьер-министр                                                      | Бьярни Бенедиктссон Йоуханн Хафстейн                                                                        | (1961 год, 1963 год—1970 год) 1970 год—1971 год         |      |
|                                                | Испания                                   | Испания                                   | Каудильо                                                             | Франсиско Франко                                                                                            | 1936 год—1975 год                                       |      |
| Премьер-министр                                | Испания                                   | Испания                                   | 1938 год—1973 год                                                    | Франсиско Франко                                                                                            |                                                         |      |
|                                                | Италия                                    | Италия                                    | Президент                                                            | Джузеппе Сарагат                                                                                            | 1964 год—1971 год                                       |      |
| Премьер-министр                                | Италия                                    | Италия                                    | Мариано Румор Эмилио Коломбо                                         | (1968 год—1970 год, 1973 год—1974 год) 1970 год—1972 год                                                    |                                                         |      |
|                                                | Лихтенштейн                               | Лихтенштейн                               | Князь                                                                | Франц Иосиф II                                                                                              | 1938 год—1989 год                                       |      |
| Премьер-министр                                | Лихтенштейн                               | Лихтенштейн                               | Герард Батлинерд Альфред Хильбе                                      | 1962 год—1970 год 1970 год—1974 год                                                                         |                                                         |      |
| Флаг Люксембурга                               | Люксембург                                | Люксембург                                | Великий герцог                                                       | Жан | 1964 год—2000 год                                       |      |
| Флаг Люксембурга                               | Люксембург                                | Люксембург                                | Премьер-министр                                                      | Пьер Вернер                                                                                                 | 1959 год—1974 год, 1979 год—1984 год                    |      |
| Флаг Мальты                                    | Мальта                                    | Мальта                                    | Королева                                                             | Елизавета II                                                                                                | 1964 год — 1974 год                                     |      |
| Флаг Мальты                                    | Мальта                                    | Мальта                                    | Генерал-губернатор                                                   | Морис Дорман                                                                                                | 1964 год—1971 год                                       |      |
| Флаг Мальты                                    | Мальта                                    | Мальта                                    | Премьер-министр                                                      | Джордж Борг Оливер                                                                                          | 1964 год—1971 год                                       |      |
| Флаг Монако                                    | Монако                                    | Монако                                    | Князь                                                                | Ренье III                                                                                                   | 1949 год—2005 год                                       |      |
| Флаг Монако                                    | Монако                                    | Монако                                    | Премьер-министр                                                      | Франсуа-Дидье Греш                                                                                          | 1969 год—1972 год                                       |      |
| Флаг Нидерландов                               | Нидерланды                                | Нидерланды                                | Королева                                                             | Юлиана | 1948 год—1980 год                                       |      |
| Флаг Нидерландов                               | Нидерланды                                | Нидерланды                                | Премьер-министр                                                      | Пит Де Йонгт                                                                                                | 1967 год—1971 год                                       |      |
| Флаг Норвегии                                  | Норвегия                                  | Норвегия                                  | Король                                                               | Улаф V | 1957 год—1991 год                                       |      |
| Флаг Норвегии                                  | Норвегия                                  | Норвегия                                  | Премьер-министр                                                      | Пер Бортен                                                                                                  | 1965 год—1971 год                                       |      |
| Флаг Польши                                    | Польская Народная Республика              | Польская Народная Республика              | Председатель ЦК Польской объединённой рабочей партии                 | Владислав Гомулка Эдвард Герек                                                                              | 1956 год—1970 год 1970 год—1980 год                     |      |
| Флаг Польши                                    | Польская Народная Республика              | Польская Народная Республика              | Председатель Государственного совета                                 | Мариан Спыхальский Юзеф Циранкевич                                                                          | 1968 год—1970 год 1970 год—1972 год                     |      |
| Флаг Польши                                    | Польская Народная Республика              | Польская Народная Республика              | Председатель Совета министров                                        | Юзеф Циранкевич Пётр Ярошевич                                                                               | 1954 год—1970 год 1970 год—1980 год                     |      |
|                                                | Португалия                                | Португалия                                | Президент                                                            | Америку де Деуш Томаш                                                                                       | 1958 год—1974 год                                       |      |
| Премьер-министр                                | Португалия                                | Португалия                                | Марселу Каэтану                                                      | 1968 год—1974 год                                                                                           |                                                         |      |
|                                                | Социалистическая Республика Румыния       | Социалистическая Республика Румыния       | Генеральный (первый) секретарь ЦК Румынской коммунистической партии  | Николае Чаушеску                                                                                            | 1965 год—1989 год                                       |      |
| Председатель Государственного Совета           | Социалистическая Республика Румыния       | Социалистическая Республика Румыния       | 1965 год—1967 год 1967 год—1974 год                                  | Николае Чаушеску                                                                                            |                                                         |      |
| Премьер-министр                                | Социалистическая Республика Румыния       | Социалистическая Республика Румыния       | Ион Георге Маурер                                                    | 1961 год—1974 год                                                                                           |                                                         |      |
| Флаг Сан-Марино                                | Сан-Марино                                | Сан-Марино                                | Капитаны-регенты                                                     | Альваро Касали и Джан-Карло Гиронци Франческо Валли и Эусебио Реффи Симоне Россини и Джузеппе Лонфернини    | 1969 год—1970 год 1970 год 1970 год—1971 год            |      |
|                                                | Союз Советских Социалистических Республик | Союз Советских Социалистических Республик | Первый секретарь ЦК КПСС                                             | Леонид Брежнев                                                                                              | 1964 год—1982 год                                       |      |
| Председатель Совета министров                  | Союз Советских Социалистических Республик | Союз Советских Социалистических Республик | Алексей Косыгин                                                      | 1964 год—1980 год                                                                                           |                                                         |      |
| Председатель Президиума Верховного Совета СССР | Союз Советских Социалистических Республик | Союз Советских Социалистических Республик | Николай Подгорный                                                    | 1965 год—1977 год                                                                                           |                                                         |      |
|                                                | Федеративная Республика Германии          | Федеративная Республика Германии          | Федеральный президент                                                | Густав Хайнеман                                                                                             | 1969 год—1974 год                                       |      |
| Федеральный канцлер                            | Федеративная Республика Германии          | Федеративная Республика Германии          | Вилли Брандт                                                         | 1969 год—1974 год                                                                                           |                                                         |      |
|                                                | Финляндия                                 | Финляндия                                 | Президент                                                            | Урхо Калева Кекконен                                                                                        | 1956 год—1982 год                                       |      |
| Премьер-министр                                | Финляндия                                 | Финляндия                                 | Мауно Койвисто Теуво Аура Ахти Карьялайнен                           | (1968 год—1970 год, 1979 год—1982 год) (1970 год, 1971 год—1972 год) (1962 год—1963 год, 1970 год—1971 год) |                                                         |      |
|                                                | Франция                                   | Франция                                   | Президент                                                            | Жорж Помпиду                                                                                                | 1969 год—1974 год                                       |      |
| Премьер-министр                                | Франция                                   | Франция                                   | Жак Шабан-Дельмас                                                    | 1969 год—1972 год                                                                                           |                                                         |      |
|                                                | Чехословацкая Социалистическая Республика | Чехословацкая Социалистическая Республика | Генеральный секретарь ЦК Коммунистической партии Чехословакии        | Густав Гусак                                                                                                | 1969 год—1987 год                                       |      |
| Президент                                      | Чехословацкая Социалистическая Республика | Чехословацкая Социалистическая Республика | Людвик Свобода                                                       | 1968 год—1975 год                                                                                           |                                                         |      |
| Премьер-министр                                | Чехословацкая Социалистическая Республика | Чехословацкая Социалистическая Республика | Олдржих Черник Любомир Штроугал                                      | 1968 год—1970 год 1970 год—1988 год                                                                         |                                                         |      |
| Флаг Швейцарии                                 | Швейцария                                 | Швейцария                                 | Президент                                                            | Ханс-Петер Чуди                                                                                             | 1965 год, 1970 год                                      |      |
|                                                | Швеция                                    | Швеция                                    | Король                                                               | Густав VI Адольф                                                                                            | 1950 год—1973 год                                       |      |
| Премьер-министр                                | Швеция                                    | Швеция                                    | Улоф Пальме                                                          | 1969 год—1976 год, 1982 год—1986 год                                                                        |                                                         |      |
|                                                | Югославия                                 | Югославия                                 | Председатель Президиума ЦК Союза коммунистов Югославии               | Иосип Броз Тито                                                                                             | 1945 год—1980 год                                       |      |
| Президент                                      | Югославия                                 | Югославия                                 | 1953 год—1980 год                                                    | Иосип Броз Тито                                                                                             |                                                         |      |
| Председатель Союзного исполнительного веча     | Югославия                                 | Югославия                                 | Митя Рибичич                                                         | 1969 год—1971 год                                                                                           |                                                         |      |

## Океания
| Флаг                | Страна                                                                        | Должность          | Имя                                                           | Начало и конец срока                                                          | Фото |
| ------------------- | ----------------------------------------------------------------------------- | ------------------ | ------------------------------------------------------------- | ----------------------------------------------------------------------------- | ---- |
| Флаг Австралии      | Австралия                                                                     | Королева           | Елизавета II                                                  | 1952 год—2022 год                                                             |      |
| Флаг Австралии      | Австралия                                                                     | Генерал-губернатор | Пол Хэзлак                                                    | 1969 год—1974 год                                                             |      |
| Флаг Австралии      | Австралия                                                                     | Премьер-министр    | Джон Гортон                                                   | 1968 год—1971 год                                                             |      |
| Флаг Науру          | Науру                                                                         | Президент          | Хаммер Деробурт                                               | 1968 год—1976 год                                                             |      |
| Флаг Новой Зеландии | Новая Зеландия                                                                | Королева           | Елизавета II                                                  | 1952 год—2022 год                                                             |      |
| Флаг Новой Зеландии | Новая Зеландия                                                                | Генерал-губернатор | Артур Порритт                                                 | 1967 год—1972 год                                                             |      |
| Флаг Новой Зеландии | Новая Зеландия                                                                | Премьер-министр    | Кит Холиок                                                    | 1957 год, 1960 год—1972 год                                                   |      |
| Флаг островов Кука  | Острова Кука (государственное образование, ассоциированное с Новой Зеландией) | Премьер-министр    | Альберт Генри                                                 | 1965 год—1978 год                                                             |      |
| Флаг Самоа          | Западное Самоа                                                                | О ле Ао О ле Мало  | Малиетоа Танумафили II Сусуга                                 | 1962 год—2007 год                                                             |      |
| Флаг Самоа          | Западное Самоа                                                                | Премьер            | Фиаме Матаʻафа Фаумуина Мулинуʻу II Тупуа Тамасесе Леалофи IV | (1962 год—1970 год, 1973 год—1975 год) (1970 год—1973 год, 1975 год—1976 год) |      |
| Флаг Тонги          | Тонга Протекторат Великобритании, получил независимость 4 июня 1970 года      | Король             | Тауфа’ахау Тупоу IV                                           | 1965 год—2006 год                                                             |      |
| Флаг Тонги          | Тонга Протекторат Великобритании, получил независимость 4 июня 1970 года      | Премьер-министр    | Фатафехи Туипелехаке                                          | 1965 год—1991 год                                                             |      |
| Флаг Фиджи          | Фиджи Британская колония, получившая независимость 10 октября 1970 года       | Королева           | Елизавета II                                                  | 1970 год — 1987 год                                                           |      |
| Флаг Фиджи          | Фиджи Британская колония, получившая независимость 10 октября 1970 года       | Генерал-губернатор | Роберт Сидни Фостер                                           | 1970 год—1973 год                                                             |      |
| Флаг Фиджи          | Фиджи Британская колония, получившая независимость 10 октября 1970 года       | Премьер-министр    | Камисесе Мара                                                 | 1967 год—1987 год, 1987 год—1992 год                                          |      |

## Северная и Центральная Америка
| Флаг                          | Страна                    | Должность                           | Имя                                                 | Начало и конец срока                                                        | Фото |
| ----------------------------- | ------------------------- | ----------------------------------- | --------------------------------------------------- | --------------------------------------------------------------------------- | ---- |
| Флаг Барбадоса                | Барбадос                  | Королева                            | Елизавета II                                        | 1966 год—2021 год                                                           |      |
| Флаг Барбадоса                | Барбадос                  | Генерал-губернатор                  | Арли Уинстон Скотт                                  | 1967 год—1976 год                                                           |      |
| Флаг Барбадоса                | Барбадос                  | Премьер-министр                     | Эррол Бэрроу                                        | 1966 год—1976 год, 1986 год—1987 год                                        |      |
|                               | Гаити                     | Президент                           | Франсуа Дювалье                                     | 1957 год—1971 год                                                           |      |
| Флаг Гватемалы                | Гватемала                 | Президент                           | Хулио Мендес Монтенегро Карлос Мануэль Арана Осорио | 1966 год—1970 год 1970 год—1974 год                                         |      |
| Флаг Гондураса                | Гондурас                  | Президент                           | Освальдо Лопес Арельяно                             | 1963 год—1971 год, 1972 год—1975 год                                        |      |
| Флаг Доминиканской Республики | Доминиканская Республика  | Президент                           | Хоакин Балагер                                      | 1960 год—1962 год, 1966 год—1978 год, 1986 год—1996 год                     |      |
| Флаг Канады                   | Канада                    | Королева                            | Елизавета II                                        | 1952 год—2022 год                                                           |      |
| Флаг Канады                   | Канада                    | Генерал-губернатор                  | Роланд Миченер                                      | 1967 год—1972 год                                                           |      |
| Флаг Канады                   | Канада                    | Премьер-министр                     | Пьер Трюдо                                          | 1968 год—1979 год, 1980 год—1984 год                                        |      |
|                               | Коста-Рика                | Президент                           | Хосе Трехос Фернандес Хосе Фигерес Феррер           | 1966 год—1970 год (1948 год—1949 год, 1953 год—1958 год, 1970 год—1974 год) |      |
|                               | Куба                      | Премьер-министр                     | Фидель Кастро                                       | 1965 год—2011 год                                                           |      |
| Премьер-министр               | Куба                      | 1959 год—2008 год                   | Фидель Кастро                                       |                                                                             |      |
| Президент                     | Куба                      | Освальд Дортикос Торрадо            | 1959 год—1976 год                                   |                                                                             |      |
| Флаг Мексики                  | Мексика                   | Президент                           | Густаво Диас Ордас Луис Эчеверриа                   | 1964 год—1970 год 1970 год—1976 год                                         |      |
|                               | Никарагуа                 | Президент                           | Анастасио Сомоса Дебайле                            | 1967 год—1972 год, 1974 год—1979 год                                        |      |
|                               | Панама                    | Верховный лидер панамской революции | Омар Торрихос                                       | 1969 год—1981 год                                                           |      |
| Президент                     | Панама                    | Деметрио Басилио Лакас              | 1969 год—1978 год                                   |                                                                             |      |
| Флаг Сальвадора               | Сальвадор                 | Президент                           | Фидель Санчес Эрнандес                              | 1967 год—1972 год                                                           |      |
| Флаг США                      | Соединённые Штаты Америки | Президент                           | Ричард Никсон                                       | 1969 год—1974 год                                                           |      |
| Флаг Тринидада и Тобаго       | Тринидад и Тобаго         | Королева                            | Елизавета II                                        | 1962 год — 1976 год                                                         |      |
| Флаг Тринидада и Тобаго       | Тринидад и Тобаго         | Генерал-губернатор                  | Соломон Хочой                                       | 1962 год—1972 год                                                           |      |
| Флаг Тринидада и Тобаго       | Тринидад и Тобаго         | Премьер-министр                     | Эрик Уильямс                                        | 1962 год—1981 год                                                           |      |
| Флаг Ямайки                   | Ямайка                    | Королева                            | Елизавета II                                        | 1962 год—2022 год                                                           |      |
| Флаг Ямайки                   | Ямайка                    | Генерал-губернатор                  | Клиффорд Кэмпбеллд                                  | 1962 год—1973 год                                                           |      |
| Флаг Ямайки                   | Ямайка                    | Премьер-министр                     | Хью Ширер                                           | 1967 год—1972 год                                                           |      |

## Южная Америка
| Флаг           | Страна                                           | Должность                     | Имя                                                          | Начало и конец срока                                                                          | Фото |
| -------------- | ------------------------------------------------ | ----------------------------- | ------------------------------------------------------------ | --------------------------------------------------------------------------------------------- | ---- |
| Флаг Аргентины | Аргентина                                        | Президент                     | Хуан Карлос Онганиа Военная хунта Роберто Марсело Левингстон | 1966 год—1970 год 1970 год 1970 год—1971 год                                                  |      |
| Флаг Боливии   | Боливия                                          | Президент                     | Альфредо Овандо Кандиа Хуан Хосе Торрес                      | (1966 год, 1969 год—1970 год) 1970 год—1971 год                                               |      |
|                | Бразилия                                         | Президент                     | Эмилиу Гаррастазу Медиси                                     | 1969 год—1974 год                                                                             |      |
|                | Венесуэла                                        | Президент                     | Рафаэль Кальдера                                             | (1969 год—1974 год, 1994 год—1999 год                                                         |      |
| Флаг Гайаны    | Гайана С 23 февраля 1970 года —Республика Гайана | Королева                      | Елизавета II                                                 | 1962 год — 1970 год                                                                           |      |
| Флаг Гайаны    | Гайана С 23 февраля 1970 года —Республика Гайана | Генерал-губернатор            | Эдвард Лакху                                                 | 1969 год—1970 год                                                                             |      |
| Флаг Гайаны    | Гайана С 23 февраля 1970 года —Республика Гайана | Президент                     | Эдвард Лакху (и. о.) Артур Раймонд Чжун                      | 1970 год 1970 год—1980 год                                                                    |      |
| Флаг Гайаны    | Гайана С 23 февраля 1970 года —Республика Гайана | Премьер-министр               | Форбс Бёрнхем                                                | 1966 год—1980 год                                                                             |      |
| Флаг Колумбии  | Колумбия                                         | Президент                     | Карлос Льерас Рестрепо Мисаэль Пастрана Борреро              | 1966 год—1970 год 1970 год—1974 год                                                           |      |
|                | Парагвай                                         | Президент                     | Альфредо Стресснер                                           | 1954 год—1989 год                                                                             |      |
| Флаг Перу      | Перу                                             | Президент                     | Хуан Веласко Альварадо                                       | 1968 год—1975 год                                                                             |      |
| Флаг Перу      | Перу                                             | Председатель Совета министров | Эрнесто Монтанье Санчес                                      | 1968 год—1973 год                                                                             |      |
| Флаг Уругвая   | Уругвай                                          | Президент                     | Хорхе Пачеко Ареко                                           | 1967 год—1972 год                                                                             |      |
| Флаг Чили      | Чили                                             | Президент                     | Эдуардо Фрей Монтальва Сальвадор Альенде                     | 1964 год—1970 год 1970 год—1973 год                                                           |      |
| Флаг Эквадора  | Эквадор                                          | Президент                     | Хосе Мария Веласко Ибарра                                    | 1934 год—1935 год, 1944 год—1947 год, 1952 год—1956 год, 1960 год—1961 год, 1968 год—1972 год |      |

## Комментарии
1. ↑  Ушёл в отставку, не добившись соглашения с палестинскими организациями. Скончался в 1994 году в Аммане в возрасте 82 лет.
2. ↑  Назначен на пост королём с задачей добиться мирного соглашения с палестинскими организациями в Иордании. Ушёл в отставку после начал военных действий между иорданской армией и палестинцами. Скончался в 1985 году в Аммане в возрасте 68 лет.
3. ↑  Военный, бригадный генерал. Назначен главой военного кабинета после введения в стране военного положения. Возраст — ок.56 лет. Глава иорданской делегации на переговорах с Израилем (1958-67). В 1967 году взят в плен израильской армией, но вскоре освобождён. 26 сентября подал в отставку, не сумев восстановить контроль над ситуацией, и попросил политического убежища в Египте. В 1971 году госпитализирован с опухолью головного мозга. Скончался в январе 1972 года в Аммане в возрасте ок. 58 лет.
4. ↑  Министр иностранных дел в 1951, 1967 и 1969 годах. Возраст — ок.67 лет. Окончил Американский университет в Бейруте и Оксфордский университет, работал в ЮНЕСКО и Международном банке реконструкции и развития. После отставки, в 1972 году, стал председателем Королевского суда. Скончался в 1981 году в Аммане в возрасте 78 лет.
5. ↑  11 марта 1970 года в Пномпень для борьбы с антивьетнамскими выступлениями были введены войска. 18 марта 1970 года Королевский совет и национальное собрание приняли решение об отстранении от власти Сианука, находившегося с визитом в Пекине. 23 марта Сианук объявил распущенными правительство и парламент в Пномпене и заявил о намерении продолжать борьбу.
6. ↑  Председатель Национального собрания с 1967 года. Временный глава государства до 9 октября 1970 года. Возраст — ок. 54 лет. Бизнесмен и землевладелец китайского происхождения. Служил во французской колониальной администрации, затем занимал административные посты в независимой Камбодже. Государственный секретарь по сельскому хозяйству (1961-62).
7. ↑  Истёк шестилетний срок полномочий. Отошёл от политики. Скончался в 2001 году в Бейруте в возрасте 87 лет.
8. ↑  Министр экономики с 1968 года. Избран парламентом в третьем туре выборов 17 августа 1970 года, победив Ильяса Саркиса. Возраст- 60 лет. Получил образование в Бейруте и Триполи, занимался бизнесом. С 1960 года был депутатом парламента, занимал министерские посты. Министр внутренних дел в 1968 году, министр юстиции в 1968-69 годах.
9. ↑  Заместитель правителя с 1965 года, султан Кедаха с 1958 года, племянник премьер-министра Абдул Рахмана. Возраст — 42 года. Окончил Оксфордский университет.
10. ↑  До 1973 года был генеральным секретарём организации Исламская конференция, затем отошёл от политики. Скончался в 1990 году с Алур-Остаре в возрасте 88 лет.
11. ↑  Заместитель премьер-министра и министр обороны с 1963 года, председатель правящего Национального оперативного совета с мая 1969 года. Возраст — 48 лет. Юрист, получил образование в Сингапуре и Великобритании, вёл адвокатскую практику. В 1951 году избран заместителем председателя Союзной партии.
12. ↑  Свергнут в ходе дворцового переворота 23 июля 1970 года, выслан в Лондон, где скончался в октябре 1972 года в возрасте 62 лет.
13. ↑  Единственный сын султана Саида. Возраст — 29 лет. Получил военное образование в Великобритании, в 1964 году вернулся в Оман. С 1965 года находился под домашним арестом.
14. ↑  Скончался 23 ноября 1970 года в Сингапуре в возрасте 60 лет. Шестилетний срок полномочий истекал 9 августа 1971 года.
15. ↑  Председатель парламента, исполняющий обязанности президента. Возраст — 52 года. Врач, обучался в Кембриджском университете, в 1951 года имел врачебную практику в Малайе, профессор хирургии, преподавал в местном университете. В 1966 году пришёл в политику, в 1968 году избран заместителем председателем парламента. 30 декабря 1970 года президентом был избран Бенджамин Генри Шиерс.
16. ↑  Смещён в ходе военного переворота, произошедшего после закрытия Чрезвычайной конференции партии БААС. Помещён под домашний арест, затем переведён в военную тюрьму Дамаска. В 1992 году, в связи с раковым заболеванием, был освобождён после 22 лет заключения. Скончался в 1992 году в Париже в возрасте ок. 62 лет.
17. ↑  Председатель Национального собрания. Назначен новым руководством партии временным президентом и генеральным секретарём сирийской БААС. Возраст-ок.37 лет. Учитель, во время учёбы стал активистом БААС. Член Президентского совета (1965-66).
18. ↑  Военный, дивизионный генерал. Министр обороны с 1966 года, командующий авиацией с 1964 года. Возраст — 40 лет. Окончил военную академию в Хомсе, авиационное училище в Алеппо, лётные курсы в СССР. Служил в Каире, уволен за несогласие с курсом Г. А. Насера. Участник переворотов 1963 и 1966 годов. На открывшейся 30 октября 1970 года 10-й чрезвычайной конференции БААС выступил против фактического правителя страны Салаха Джедида. В день закрытия съезда 13 ноября отдал приказ арестовать президента и Салаха Джедида, 16 ноября сформировал новое региональное руководство партии, которое назначило его премьер-министром и кандидатом на президентские выборы 1971 года.
19. ↑  Лидер Объединённой национальной партии, потерпевшей поражение на выборах 27 мая 1970 года. Продолжал активно участвовать в политике. Скончался в апреле 1973 года в Коломбо в возрасте 61 года после продолжительной болезни.
20. ↑  Лидер Партии свободы Шри-Ланки. Возглавила коалицию Объединённый фронт (ПСШЛ, Коммунистическая партия Шри Ланки и ультралевая Ланкийская партия Сама Самайя), победивший на парламентских выборах 27 мая 1970 года.
21. ↑  7 января 1970 года нигерийская армия начала последнее наступление на Биафру. Ночью на 11 января Одумегву Оджукву бежал из страны, передав командование генералу Филиппу Эфионгу, который 15 января подписал акт о капитуляции.
22. ↑  Пост упразднён 24 апреля 1970 года.
23. ↑  Военный, генерал-лейтенант, председатель Президентской комиссии. После отставки жил как частное лицо в родном городе. Арестовывался после переворота 1972 года по обвинению в коррупции. Расстрелян в июне 1979 года в Аккре в возрасте 43 лет.
24. ↑  Председатель Верховного суда с 1966 года, избран коллегией выборщиков. Срок полномочий — 4 года, до 31 августа 1974 года. Адвокат, получил образование в Великобритании. В 1947 году один из основателей партии Объединённый конвент Золотого Берега. Член Верховного суда в 1962-64 годах.
25. ↑  Военный, полковник. После президентских выборов передал власть и вернулся на пост начальника Штаба армии. Ранен при попытке переворота в феврале 1972 года, после переворота октября 1972 года отправлен в отставку. Работал в сельскохозяйственных кредитных организациях. Скончался в 1999 году в возрасте около 69 лет.
26. ↑  Председатель Президентского совета. Избран в состав Президентского совета на выборах 28 марта 1970 года. Срок полномочий как председателя — 2 года, до 7 мая 1972 года.
27. ↑  Скоропостижно скончался от инфаркта 28 сентября 1970 года в возрасте 52 лет. Шестилетний срок президентских полномочий истекал 26 марта 1926 года.
28. ↑  Вице-президент с 1969 года, член Высшего исполнительного комитета Арабского социалистического союза. С 28 сентября исполнял обязанности президента, 7 октября утверждён Национальным собранием как кандидат в президенты. 15 октября 1970 года на референдуме избран президентом, 17 октября принёс присягу и вступил в должность. Срок полномочий — 6 лет, до 17 октября 1976 года. Возраст — 51 год. Военный, участник революции 1952 года, член правящего Совета революционного командования (1952-56). С 1954 года занимал посты государственного министра, генерального секретаря правящей организации Национальный союз, председателя Национального собрания (1960-68), члена Президентского совета ОАР и вице-президента (1962-67).
29. ↑  Специальный помощник президента по иностранным делам в ранге министра с 1967 года. Возраст — 70 лет. Юрист, получил образование в Египте, Великобритании, Италии и США. С 1922 года на дипломатической работе. Министр иностранных дел в 1952-64, заместитель премьер-министра по иностранным делам в 1964-67 годах. 16 ноября 1970 года подал в отставку в связи с истечением периода траура по Г. А. Насеру и сформировал новый кабинет.
30. ↑  Назначен парламентом. Срок полномочий — 5 лет, до 2 марта 1975 года.
31. ↑  Пост восстановлен 26 февраля 1970 года.
32. ↑  Пост упразднён в марте 1970 года.
33. ↑  Представитель Австрийской народной партии. Подал в отставку 3 марта 1970 года после победы социалистов на выборах 1 марта. Ушел из политики, некоторое время жил в Италии. Скончался в 2001 году в Вене в возрасте 90 лет.
34. ↑  Председатель Социалистической партии с 1967 года. Юрист, за участие в социал-демократической деятельности подвергался арестам, после присоединения Австрии к Германии в 1938 году эмигрировал в Швецию. С 1951 года вице-директор канцелярии президента, статс-секретарь, министр иностранных дел в 1959-66 годах. С 1956 года депутат и член Центрального правления Социалистической партии.
35. ↑  Лидер Лейбористской партии. Подал в отставку после поражения партии на парламентских выборах 18 июня 1970 года.
36. ↑  Лидер Консервативной партии с 1965 года. Назначен премьер-министром после победы партии на выборах 18 июня 1970 года. Возраст — 63 года. Политолог, окончил Оксфордский университет. Во Вторую мировую войну служил в артиллерии, закончил войну подполковником. Депутат с 1950 года, занимал посты министра труда (1959-60), лорда-хранителя печати (1960-63), министра торговли (1963-64).
37. ↑  Лидер Партии независимости. Погиб при пожаре в Тингвиллире 10 июля 1970 года в возрасте 62 лет. Четырёхлетний срок полномочий истекал к очередным выборам 1971 года.
38. ↑  Министр юстиции, религии и промышленности с 1963 года. Избрал лидером партии после смерти Б. Бенедиктссона и занял пост премьер-министра до выборов 1971 года. Возраст — 54 года. Юрист, депутат Альтинга с 1946 года. В 1952-63 годах возглавлял Банк рыболовства. С 1961 года занимал министерские посты.
39. ↑  Христианский демократ. В 1973 году вновь возглавил правительство.
40. ↑  Христианский демократ, министр казначейства с 1963 года. Возраст — 50 лет. Юрист, заместитель председателя Учредительного собрания в 1946 году, с 1955 года занимал министерские посты.
41. ↑  После отставки вернулся к адвокатской практике, в 1974 году избран членом Ландтага, с 1982 года работал в системе Совета Европы и ОБСЕ. Скончался в 2008 году в возрасте 79 лет.
42. ↑  Заместитель премьер-министра с 1965 года. Возраст — 41 год. Обучался в Париже и Инсбруке, занимался бизнесом, с 1954 года на дипломатической работе.
43. ↑  12 декабря 1970 года было проведено повышение цен, которое 14 декабря вызвало забастовки и массовые волнения. 17 декабря на подавление волнений были брошены армия и милиция, что привело к жертвам, и 18 декабря у Гомулки произошёл сердечный приступ. Отстранён от должности 7-м пленумом ЦК ПОРП. С 1971 года на пенсии. Скончался в 1982 году в Варшаве от рака лёгких в возрасте 77 лет.
44. ↑  Член Политбюро ЦК ПОРП с 1959 года, Первый секретарь Катовицкого воеводского комитета ПОРП с 1957 года. Избран 7-м пленумом ЦК ПОРП. Возраст — 57 лет. Горный инженер. В детстве эмигрировал во Францию. Работал шахтёром, участвовал в профсоюзном движении, в 1931 году вступил во Французскую коммунистическую партию. В 1937 году эмигрировал в Бельгию, участник Сопротивления. В 1948 году вернулся в Польшу, работал в ЦК ПОРП, с 1952 года депутат Сейма, с 1954 года член ЦК ПОРП, затем секретарь ЦК ПОРП.
45. ↑  Выведен из состава Политбюро ЦК ПОРП, отправлен на пенсию. В 1971 году выведен из состава ЦК ПОРП, работал в общественных организациях. Скончался в 1980 году в Варшаве в возрасте 73 лет.
46. ↑  Избран Сеймом.
47. ↑  Избран председателем Государственного совета.
48. ↑  Член Политбюро ЦК ПОРП с 20 декабря 1970 года, заместитель Председателя Совета министров с 1952 года, постоянный представитель в Совете экономической взаимопомощи. Генерал дивизии. Возраст- Учитель, в 1934-39 директор школы. С 1939 года жил в СССР. В 1943 году вступил в Войско Польское, дошёл до Берлина. Полковник, заместитель командующего армией по политчасти. В 1945 году генерал бригады, заместитель министра национальной обороны, в 1950 — заместитель председателя Государственной комиссии экономического планирования. С 1948 года член ЦК ПОРП, с 1964 года кандидат в члены Политбюро ЦК ПОРП.
49. ↑  Представитель Либеральной народной партии. Мэр Хельсинки с 1968 года. Занимал министерские посты с 1950 года. Министр внутренних дел (1953-54), министр финансов (1957).
50. ↑  Представитель партии Центра, заместитель премьер-министра и министр иностранных дел с 1964 года.
51. ↑  Снят с поста, отстранён от политической жизни, работал заместителем директора института. После отстранения коммунистов от власти в 1990 году возглавил Союз городов и муниципалитетов, но в 1991 году окончательно ушёл из политики. Скончался в 1994 году в Праге в возрасте 71 года от последствий автомобильной аварии.
52. ↑  Секретарь ЦК КПЧ, председатель Бюро ЦК КПЧ по руководству партийной работой в чешских областях с ноября 1968 года. Назначен на пост президентом Л. Свободой. Юрист, с 1948 года сотрудник Южночешского обкома КПЧ, с октября 1957 года 1-й секретарь этого обкома. Член ЦК КПЧ с 1958 года. Министр внутренних дел в 1061-65 годах. Секретарь ЦК КПЧ с 1065 года, член Президиума ЦК КПЧ с ноября 1968 года.
53. ↑  Губернатор Фиджи с декабря 1968 года. Возраст — 57 лет. В 1936 году начал карьеру в колониальной администрации Северной Родезии, в 1963-64 годах вице-губернатор Ньясаленда, в 1964-68 годах Верховный комиссар Великобритании в Западной части Тихого океана.
54. ↑  Глава правительства с 1967 года, лидер Парии Альянса с 1966 года. Возраст — 50 лет. Получил образование в новой Зеландии и Великобритании, с 1950 года на государственной службе. С 1953 года член Законодательного совета, с 1959 года член Исполнительного совета, с 1964 года член Большого совета вождей.
55. ↑  Истёк четырёхлетний срок полномочий. Не возвращался в политику. Скончался в 1996 году в Гватемале в возрасте 80 лет.
56. ↑  Военный, полковник, бывший посол в Никарагуа. Представитель Движения национального освобождения — Конституционно-демократической партии. Набрал большинство голосов на выборах 1 марта 1970 года, обойдя Марио Фуэнтеса Перуччини от Революционной партии и Хорхе Лукаса Кабальероса от Христианско-демократической партии. В связи с недобором голосов был избран Конгрессом 21 марта 1970 года. Срок полномочий — 4 года, до 1 июля 1974 года. Возраст — 51 год. Окончил Военную академию в 1939 году, заместитель министра обороны в 1957-58 годах. В 1960-х был военным атташе в США, руководил антипартизанскими операциями, в 1966 году отправлен послом в Никарагуа.
57. ↑  Истёк четырёхлетний срок полномочий. Продолжил активно участвовать в политике. Скончался в 2010 году в Сан-Хосе в возрасте 93 лет.
58. ↑  Представитель партии национальное освобождение. Избран на выборах 1 февраля 1970 года, победив Марио Эчанди Хименеса. Возраст — 63 года. Срок полномочий — 4 года, до 8 мая 1974 года.
59. ↑  Истёк шестилетний срок полномочий. В 1978 году назначен послом в Испании, но вскоре ушёл в отставку по состоянию здоровья. Скончался в 1979 году в Мехико от рака в возрасте 68 лет.
60. ↑  кандидат Институционно-революционной партии, избран на выборах 5 июля 1970 года, победив Эфраина Гонсалеса Морфина от Партии национального действия. Срок полномочий — 6 лет, до 1 декабря 1976 года. Возраст — 48 лет. Юрист, преподавал в Национальном автономном университете, в 1946 году вступил в ИРП. С 1952 года работал в аппарате ряда министерств. Министр внутренних дел в 1964-69 годах.
61. ↑  Военный, генерал. Смещён командованием вооружённых сил и принужден к отставке после похищения и убийства левыми бывшего президента П. Э. Арамбуру. Был вне политики, в 1989 году предполагался кандидатом в президенты. Скончался в 1995 году в Буэнос-Айресе в возрасте 81 года.
62. ↑  Командование вооружённых сил, находившееся у власти с 8 по 18 июня 1970 года. Передало власть Р. Левингстону.
63. ↑  Военный, бригадный генерал, военный атташе в США с 1969 года. 13 июня по телефону получил предложение Объединённого комитета начальников штабов вооружённых сил занять пост главы государства и вернулся в Аргентину. Окончил военный колледж в 1938 году, кавалерист. С 1948 года — капитан, на штабной работе. С 1956 года преподаватель военного училища, подполковник, проходил стажировку в США. В 1960 году командующий 3-м корпусом, полковник. В 1966-67 годах возглавлял национальную разведку СИДЕ.
64. ↑  Военный, дивизионный генерал. 25 сентября группа генералов открыто потребовала его отставки, 4 октября командующий сухопутными силами генерал Рохелио Миранда поднял мятеж, который был поддержан частью армии. Одновременно 6 октября армейское командование создало для управления страной триумвират в составе генералов Эфраина Гаучальи, Фернандо Сатори и контр-адмирала Альберто Альбарасина. Овандо передал верные ему части под командование генерала Торреса и скрылся в посольстве Аргентины. Жил в эмиграции в Испании, вернулся в Боливию в 1978 году. Скончался в 1982 году в Ла-Пасе в возрасте 64 лет.
65. ↑  Военный, генерал, бывший главнокомандующий вооружёнными силами. Возраст — 50 лет. Возглавил верные Овандо войска в районе столичного аэропорта и ночью на 7 октября установил контроль над столицей. Родился в семье индейцев аймара, окончил военную академию, был военным атташе в Бразилии (1964-65), послом в Уругвае (1965-66). Занимал посты министра труда (1966-67), начальника Генерального штаба армии (1967-68), главнокомандующего армией (1970). Смещён с этого поста в июле 1970 года.
66. ↑  Член Апелляционного суда с 1963 года, избран Национальным собранием. Срок полномочий — 5 лет, до 17 марта 1975 года. Топограф, землемер, затем адвокат и судья.
67. ↑  Представитель Либеральной партии. Истёк четырёхлетний срок полномочий. Скончался в 1994 году в Боготе в возрасте 86 лет.
68. ↑  Представитель Консервативной партии, посол в США с 1968 года. Победил на выборах 19 апреля 1970 года, победив 4 кандидатов, в том числе Густаво Рохаса Пинилью и Белисарио Бетанкура. Срок полномочий — 4 года, до 7 августа 1974 года. Возраст — 46 лет. Юрист, получил образование в Боготе и Риме. С 1960 года занимал министерские посты. Министр внутренних дел в 1966-68 годах.
69. ↑  Истёк шестилетний срок полномочий. Представитель Христианско-демократической партии. После отставки был в оппозиции С.Альенде, затем военному режиму. Скончался в 1982 году в Сантьяго в возрасте 71 года.
70. ↑  Кандидат левой коалиции Народное единство. Получил наибольшее число голосов на выборах 4 сентября, победив христианского демократа Радомиро Томича и кандидата правых Хорхе Алессандри. Избран Национальным конгрессом 24 октября 1970 года. Срок полномочий — 6 лет, до 3 ноября 1976 года. Врач, один из основателей Социалистической партии Чили, депутат с 1937 года, сенатор с 1945 года. Министр здравоохранения в 1939-42 годах. Кандидат в президенты на выборах 1952, 1958 и 1964 годов. 29 августа 1969 года вновь выдвинут кандидатом от СПЧ, с 22 января 1970 года единый кандидат левых сил.